# 149 (číslo)
Sto čtyřicet devět je přirozené číslo. Následuje po číslu sto čtyřicet osm a předchází číslu sto padesát. Řadová číslovka je stočtyřicátýdevátý nebo stodevětačtyřicátý. Římskými číslicemi se zapisuje CXLIX.

## Matematika
Sto čtyřicet devět je
- pětatřicáté celkově a desáté trojciferné prvočíslo, tvoří prvočíselnou dvojici s číslem 151.
- nešťastné číslo.
- nepříznivé číslo.
- Tribonacciho číslo

- v žádné číselné soustavě se základem 2 až 147 není palindromické

## Chemie
- 149 je neutronové číslo třetího nejstabilnějšího izotopu curia a nukleonové číslo čtvrtého nejběžnějšího izotopu samaria.[1]

## Doprava
- Silnice II/149 je česká silnice II. třídy na trase Lásenice – Čiměř.[2]

## Roky
- 149
- 149 př. n. l.